# Megalithik in Mecklenburg-Vorpommern

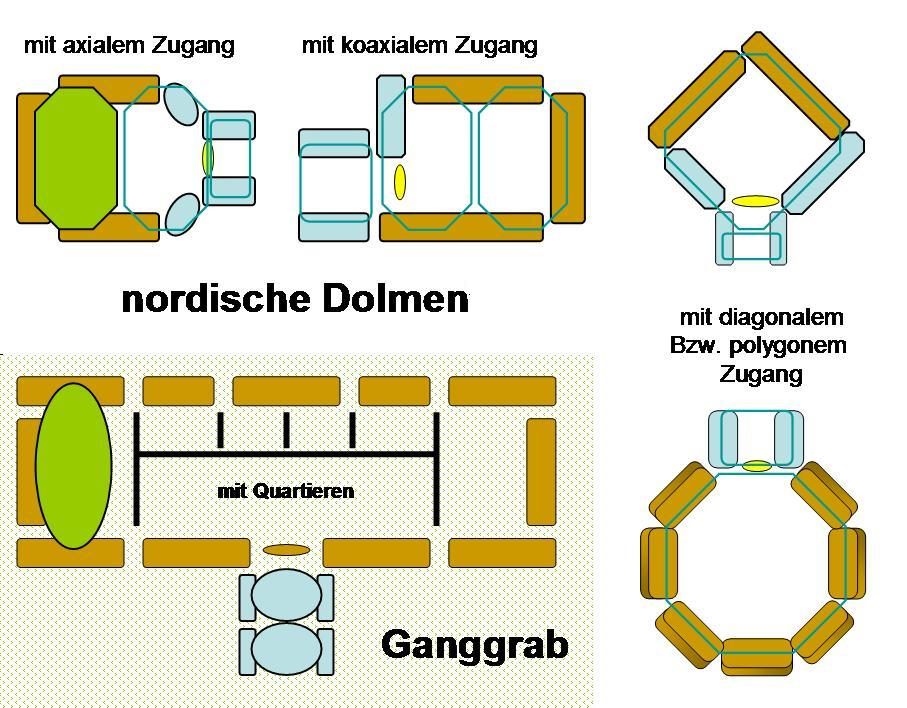
Dolmen und Ganggrab (mit Quartieren)

Die Megalithik trat während der Jungsteinzeit fast im gesamten Gebiet von Mecklenburg-Vorpommern auf. Die Typen der hier vorkommenden Megalithanlagen wurden zuletzt von Ewald Schuldt im Zuge der Ausgrabungen von Großsteingräbern aufgestellt, das zwischen 1964 und 1972 durchgeführt wurden. Schuldts Arbeit sollte eine „Unterteilung und Benennung der im Arbeitsgebiet vorhandenen Objekte“ ermöglichen. Dabei wurde eine Gliederung von Ernst Sprockhoff übernommen, der sich seinerseits an eine ältere dänische Gliederung anlehnte. Aufgrund der damaligen Verwaltungsgliederung – Untersuchungsgebiet waren die Bezirke Rostock, Schwerin und Neubrandenburg – wurden auch Anlagen im heutigen Brandenburg untersucht.
In Norddeutschland sind 11.648 Gräber belegt, davon alleine 5.991 in Mecklenburg-Vorpommern (während im Jahre 2010 nur 648 genannt wurde), wie Johannes Müller 2019 angab. Er vermutete 2019, dass in Norddeutschland und Südskandinavien einst über 75.000 Megalith-Monumente existiert haben.

## Typen

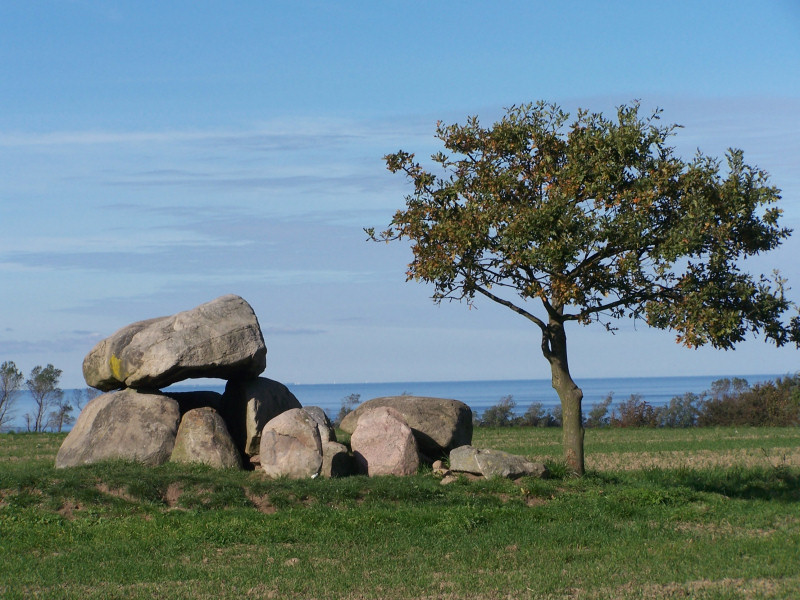
Urdolmen bei Neu Gaarz (Rerik)

Schuldt führt fünf Typen von Megalithanlagen auf:
1. der Urdolmen
2. der erweiterte Dolmen
3. der Großdolmen
4. das Ganggrab
5. das Hünenbett ohne Kammer

Daneben treten in Mecklenburg-Vorpommern auch zahlreiche Steinkisten auf, die Schuldt zwar in seine Forschungen mit einbezog, die er aber aufgrund ihrer geringen Größe nicht zu den eigentlichen Megalithanlagen zählte. Andere Forscher wie Hans-Jürgen Beier schlossen sich der Abgrenzung an und rechnen die Mauerkammern, Steinkisten und Urdolmen zur Submegalithik.

## Geographische Verteilung der Objekte

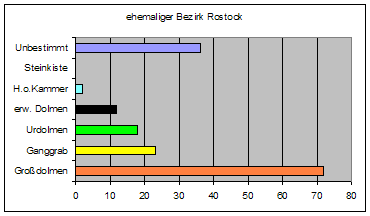
Jeweilige Anzahl der unterschiedlichen Grabtypen im ehemaligen Bezirk Rostock

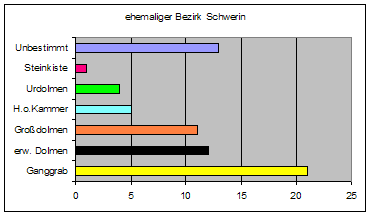
Jeweilige Anzahl der unterschiedlichen Grabtypen im ehemaligen Bezirk Schwerin

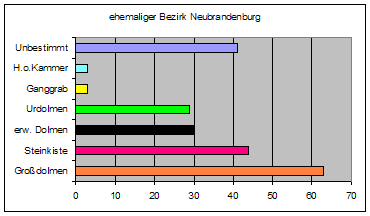
Jeweilige Anzahl der unterschiedlichen Grabtypen im ehemaligen Bezirk Neubrandenburg

Im Rahmen einer Arbeitsgemeinschaft zwischen dem Institut für Ur- und Frühgeschichte der Deutschen Akademie der Wissenschaften zu Berlin und dem Museum für Ur- und Frühgeschichte Schwerin wurden zwischen 1965 und 1970 insgesamt 106 von 1145 nachweisbaren Megalithgräbern ausgegraben und die vorgefundenen Gräber dokumentiert und klassifiziert. Die Abbildungen zeigen die Anzahlen der verschiedenen Typen für die drei ehemaligen DDR-Bezirke auf dem Gebiet des früheren Landes Mecklenburg einschließlich Vorpommerns.
Anhand der unterschiedlichen Verteilungen der Typen unterteilte Schuldt Mecklenburg später zusammenfassend in sechs neolithische Typenlandschaften:
| A | Hünenbetten ohne Kammer               | Südwesten des ehemaligen Bezirks Schwerin                         |
| B | Ganggrab                              | Nordwesten der ehemaligen Bezirke Rostock und Schwerin            |
| C | erweiterte Dolmen oder Rechteckdolmen | Seenlandschaft der ehemaligen Bezirke Schwerin und Neubrandenburg |
| D | Großdolmen mit Vorraum                | Nordosten des ehemaligen Bezirks Neubrandenburg                   |
| E | Großdolmen mit Windfang               | Insel Rügen                                                       |
| F | Steinkisten                           | Südosten des ehemaligen Bezirks Neubrandenburg                    |

In den Regionen bildet nur der Polygonaldolmen keinen Schwerpunkt. Er ist eine dänisch-schleswigisch-schwedische Erscheinung.
Aufgrund der technischen Ausführungen folgerte Schuldt, dass die Monumente unter „Anleitung eines Spezialisten oder von Spezialistengruppen“ durchgeführt wurden (Bautrupptheorie).

## Kulturen
Ewald Schuldt geht davon aus, dass die mecklenburgischen Megalithanlagen von den Trägern der Trichterbecherkultur (TBK) erbaut wurden. Die ältesten Beigaben wurden in einem Urdolmen bei Barendorf (Kreis Grevesmühlen) ausgegraben, eine gefundene Kragenflasche wurde auf das Ende des Frühneolithikums datiert, wobei Ewald Schuldt davon ausgeht, dass es sich bei dem Befund um eine Erstbestattung handelt.
In 43 Gräbern fanden sich Nachbestattungen der Kugelamphoren-Kultur (KAK), die größtenteils auf das jüngere Mittelneolithikum datiert wurden. Da in einigen Gräbern diese Funde und die der Trichterbecherkultur nicht deutlich voneinander getrennt sind, spricht Schuldt bewusst nicht von Nachbestattungen. Die Kugelamphoren-Kultur findet sich in einem Urdolmen, in zwei großen Kammern, in zehn erweiterten Dolmen, in 12 Ganggräbern und in 17 Großdolmen.
Nachbestattungen der Einzelgrabkultur, die im späten Neolithikum erfolgten, finden sich in zwei Urdolmen, in fünf erweiterten Dolmen, in zwölf Großdolmen und sieben Ganggräbern. Daneben kam es zu neun Fundkomplexen die der Havelländischen Kultur (auch Elb-Havel-Gruppe genannt) zuzuordnen sind.
Ewald Schuldt führt aus, dass die Trichterbecherkultur und die Kugelamphorenkultur die Beisetzungen auf der Kammerdiele oder einer sekundären Diele vornahmen und die Gräber verfüllten. Er schließt daraus, dass zwischen den Erbauern der Megalithanlagen, der den Angehörigen der Trichterbecher- und der Kugelamphoren-Kultur enge Verbindungen bestanden. Die Bestattungen der Einzelgrabkultur hingegen erfolgten immer im oberen Teil des Füllbodens der Grabkammer und der Zugang zur Anlage wurde in der Regel von oben mit Gewalt hergestellt. Es handelte sich daher um Fremde, die keine Verbindung zur Grabidee der Erbauer der Megalithanlagen hatten.

## Material
Bei der Entwicklung einer Architektur, die in Baustoff und Formgebung dem Sinn der Kultanlagen entsprach, standen den Baumeistern der Megalithanlagen nur die Rohstoffe der eiszeitlichen Ablagerungen zur Verfügung. Durch deren Auswahl und Bearbeitung entstanden die Anlagen. Dabei galt es Schwierigkeiten bei der Verbreitung der Rohstoffe hinsichtlich ihrer Qualität und Quantität zu überwinden.

## Bautrupptheorie
Nach Friedrich Laux stehen hinter diesem Verbreitungsbild unterschiedliche „Bautraditionen“ und „Bauschulen“. Aufgrund der technischen Ausführungen folgerte Ewald Schuldt bereits 1972, dass die Monumente unter „Anleitung eines Spezialisten oder von Spezialistengruppen“ durchgeführt wurden. Schon früh vermutete man hinter diesen Gräbern eine religiöse Bewegung (J. K. Wächter 1841, S. 9). Diese konnte sich, ähnlich wie das Christentum in nur 2000 Jahren, im Laufe von mehr als 8000 Jahren in verschiedene Sekten spalten (V. G. Childe 1947, S. 46). Die Ausprägung der Anlagen konnte dann lokal bestimmt sein, wobei das eine das andere nicht ausschließt.